# Dukla Trenčín Trek/2013
Deze pagina geeft een overzicht van de Dukla Trenčín Trek-wielerploeg in 2013. 

## Algemene gegevens
Algemeen manager: Ján Valach
Ploegleiders: Pavel Durech, Vendelin Kvetan, Josef Dvořák
Fietsmerk: Trek
Budget: niet bekend

## Renners
| Naam                       | Geboortedatum | Nationaliteit | Ploeg 2012       |
| -------------------------- | ------------- | ------------- | ---------------- |
| Erik Baska                 | 12-01-1994    | Slowakije     | Neo              |
| Lukáš Batora (vanaf 01/07) | 17-09-1985    | Slowakije     | Neo              |
| Roman Broniš               | 17-10-1976    | Slowakije     |                  |
| Mario Daško                | 30-06-1994    | Slowakije     | Neo              |
| Róbert Gavenda             | 15-01-1988    | Slowakije     |                  |
| Matej Jurčo                | 08-08-1984    | Slowakije     | Whirlpool-Author |
| Michael Kolar              | 21-12-1992    | Slowakije     |                  |
| Maroš Kováč                | 11-04-1977    | Slowakije     |                  |
| Martin Mahdar              | 31-07-1989    | Slowakije     |                  |
| Lubos Malovec              | 10-02-1994    | Slowakije     | Neo              |
| Filip Taragel              | 19-05-1992    | Slowakije     |                  |
| Patrik Tybor               | 16-09-1987    | Slowakije     |                  |
| Matej Vysna                | 08-07-1988    | Slowakije     |                  |

## Overwinningen
| Kosice-Miskolc Winnaar: Michael Kolar Banja Luka Belgrade I Winnaar: Michael Kolar Carpathian Couriers Race, Beloften 2e etappe: Michael Kolar Ronde van Servië 3e etappe: Michael Kolar Slowaaks kampioen, Beloften Winnaar: Erik Baska (ITT) Sibiu Cycling Tour Proloog: Maroš Kováč (ITT) Baltic Chain Tour 4e etappe: Patrik Tybor |

2004 · 2005 · 2006 · 2007 · 2008 · 2009 · 2010 · 2011 · 2012 · 2013